# Polyarthra major
Polyarthra major är en hjuldjursart som beskrevs av Burckhardt 1900. Polyarthra major ingår i släktet Polyarthra och familjen Synchaetidae. Arten är reproducerande i Sverige. Inga underarter finns listade i Catalogue of Life.